# 奥尔南河畔圣阿芒
奧爾南河畔圣阿芒（法語：Saint-Amand-sur-Ornain，法語發音：[sɛ̃.t‿amɑ̃ syʁ ɔʁnɛ̃]）是法国默兹省的一个市镇，属于巴勒迪克区。

## 地理
奥尔南河畔圣阿芒（48°37'38"N, 5°23'13"E）面积6.06 平方千米，位于法国大東部大區默兹省，该省份为法国西北部内陆省份，北与比利时接壤，西接马恩省和阿登省，南至上马恩省和孚日省，东临默尔特-摩泽尔省。
与奥尔南河畔圣阿芒接壤的市镇（或旧市镇、城区）包括：博维奥勒、巴尔布尔河畔马尔松、奈欧福日、特雷沃赖。

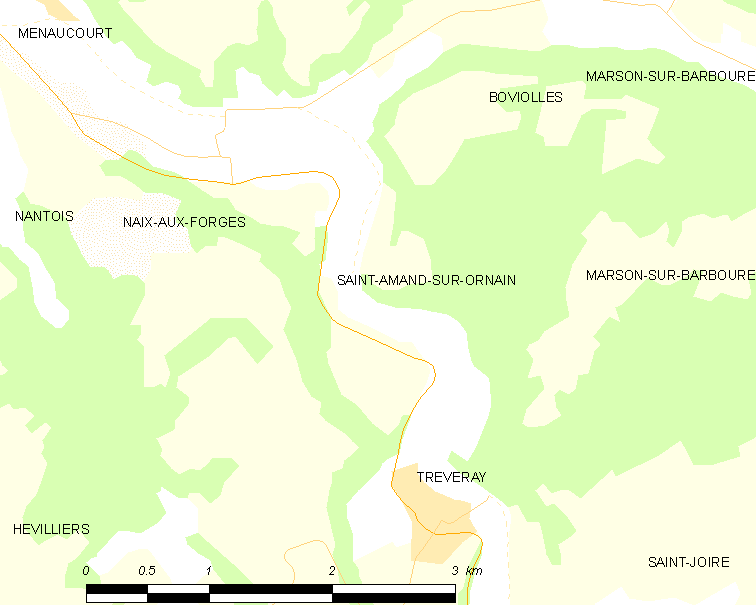
奥尔南河畔圣阿芒的OSM定位图

奥尔南河畔圣阿芒的时区为UTC+01:00、UTC+02:00（夏令时）。

## 行政
奥尔南河畔圣阿芒的邮政编码为55500，INSEE市镇编码为55452。

## 政治
奥尔南河畔圣阿芒所属的省级选区为利尼昂巴鲁瓦县。

## 人口

1962-2008年间奥尔南河畔圣阿芒人口变化图示

奥尔南河畔圣阿芒于2022年1月1日时的人口数量为60人。